# ZK (框架)
ZK是一套以AJAX／XUL／Java为基础的网页应用程序开发框架，用于丰富网页应用程序的使用界面。它最大的优点是，在设计AJAX网络应用程序时操作轻松简便，就像在设计桌面程序一样。ZK包含了一个以AJAX为基础、事件驱动（event-driven）、高互动性的引擎，同时还提供了多样丰富、可重复使用的XUL与HTML组件，以及以XML为基础的使用介面设计语言ZK User-interfaces Markup Language（ZUML）。
ZK提供超过120个XUL组件及80个XHTML组件。包括listbox, slider, audio, slider, tree, combobox, tabbox, auto-completion等均有支援。ZK亦提供CKeditor和Google Maps的组件，让使用者直接用Java控制，无须使用JavaScript。
ZK是一套开放源码、相容于XUL/HTML标准、Java写成的开发工具。

## ZK 3.6.2
于2009年6月23日发布的ZK 3.6.2主要重点在IE6上效能的加强。除此之外，它修正了48个BUG并新增了一些更强大的新功能。例如新增include元件的模式、支援Google App Engine和强化初始化的参数。

## ZK 3.6.3
于2009年11月3日发布的ZK3.6.3主要重点为效能的提升，不论是在存储器消耗或是应用程序展现的性能上都有大幅改善。除了在性能方面的进步之外，我们也在此最新版本新增了许多新功能，同时修正了70个以上的BUG。

## ZK 5.0
于2010年1月26日发布的正式版ZK 5着重于ZK的「开发者中心」模式，它结合了用户端与服务端的特点，提供一个完全革新的架构。除了架构上的革新，ZK 5也新增了许多功能，并针对旧有功能做了技术上的提升。此外，它还整合了jQuery与Java EE 6 CDI，并强调企业级应用程序的支援。

## ZK 6.0/ZK 6.5
于2012年2月14日发布的正式版ZK 6.0引进MVVM pattern让view跟logic进一步清楚的分开，让团队得以在分工合作同時提升工作效率，并开发出简洁易维护的代码。

ZK 6.5导入响应式设计，让同一份代码可以在各种程序上执行，并以最佳的方式呈现。

## ZK 7.0
于2013年11月26日发布的正式版ZK 7.0，DOM结构改用CSS3为本，让元件更轻、速度更快，也更容易进行自定义。

## ZK 8.0
于2015年10月6日发布的正式版ZK 8，提供使用者在ZK原有的高开发效率、高资安的结构下，利用全新开发的UI Templating、Shadow Elements、Data Handler及Client-binding等方法，轻松结合Bootstrap, AngularJS, Polymer, Material Design等目前最流行的前端技术。

## ZK 8.5/ZK 8.6
于2017年10月31日發布的正式版ZK 8.5，升級重點放在客戶端對MVVM數據綁定，讓純HTML內容能在ZK中動態展現。片段元件與Service Worker結合使用，可以快取和管理離線用戶數據，簡化漸進式Web應用程式（PWA）的構建。其他新功能包括：新增24個布景主題，內建Websocket、splitlayout、smooth frozen等等。 ZK 8.6 於 2018 年 11 月推出，含十幾種新元件和模版：輸入控制方面包含Rating、Signature和Switch Toggle；多媒體工具有Video、Camera和Barcode；布景主題則新增了與舊版breeze相容的iceblue-compact風格。

## ZK 9.0
于2019年12月10日發布的正式版ZK 9.0，升級了底層的Java 和JQuery版本，支援JDK 8 date/time API，使用CSS3 flex提升效能，並提供Toast、Cascader、Stepbar、Coachmark等20多個新元件。該版本也提供新的ZK less engine，用以提升客製佈景主題的開發效率。

## 插件及附加元件[1]
ZK於核心框架之外，提供數個插件和附加元件，例如圖表元件ZK Charts，電子試算表元件Keikai，以及樞紐分析元件ZK Pivottable。